# U-205
| U-205                                                                                    | U-205 | U-205 |
| ---------------------------------------------------------------------------------------- | --- | --- |
| U 205                                                                                    | | |
|                                                                                          | | |
| Зображення підводного човна підтипу VIIC                                                 | | |
| Верф                                                                                     | Friedrich Krupp Germaniawerft, Кіль | Friedrich Krupp Germaniawerft, Кіль |
| Під прапором                                                                             | Третій Рейх | Третій Рейх |
| Належність                                                                               | Крігсмаріне | Крігсмаріне |
| Порт приписки                                                                            | Лор'ян, Саламін, Ла-Спеція | Лор'ян, Саламін, Ла-Спеція |
| Замовлення                                                                               | 16 жовтня 1939 | 16 жовтня 1939 |
| Закладений                                                                               | 19 червня 1940 | 19 червня 1940 |
| Спуск на воду                                                                            | 20 березня 1941 | 20 березня 1941 |
| Введений до складу флоту                                                                 | 3 травня 1941 | 3 травня 1941 |
| На службі                                                                                | 1941—1943 | 1941—1943 |
| Загибель                                                                                 | 17 лютого 1943 року затоплений поблизу лівійського узбережжя британським есмінцем «Паладин» у взаємодії з бомбардувальником «Блейхейм» ПС Південно-Африканського союзу | 17 лютого 1943 року затоплений поблизу лівійського узбережжя британським есмінцем «Паладин» у взаємодії з бомбардувальником «Блейхейм» ПС Південно-Африканського союзу |
| Бойовий досвід                                                                           | Друга світова війна Битва на Середземному морі * Кампанія U-Boot на Середземному морі                                                                                  | Друга світова війна Битва на Середземному морі * Кампанія U-Boot на Середземному морі                                                                                  |
| Проєкт                                                                                   | | |
| Тип ПЧ                                                                                   | середній торпедний ДПЧ | середній торпедний ДПЧ |
| Вартість                                                                                 | 4 714 000 ℛℳ | 4 714 000 ℛℳ |
| Основні характеристики                                                                   | | |
| Швидкість (надводна)                                                                     | 17,9 вузла | 17,9 вузла |
| Швидкість (підводна)                                                                     | 8 вузлів | 8 вузлів |
| Робоча глибина занурення                                                                 | 100 м | 100 м |
| Гранична глибина занурення                                                               | 220 м | 220 м |
| Автономність плавання                                                                    | 135—174 км на швидкості 4 вузли (в підводному положенні) 11 470 км на швидкості 10 вузлів (у надводному положенні)                                                     | 135—174 км на швидкості 4 вузли (в підводному положенні) 11 470 км на швидкості 10 вузлів (у надводному положенні)                                                     |
| Екіпаж                                                                                   | 44—60 осіб | 44—60 осіб |
| Розміри                                                                                  | | |
| Довжина найбільша (по КВЛ)                                                               | 67,1 м | 67,1 м |
| Ширина корпусу найб.                                                                     | 6,2 м | 6,2 м |
| Висота                                                                                   | 9,6 м | 9,6 м |
| Середня осадка (по КВЛ)                                                                  | 4,74 м | 4,74 м |
| Водотоннажність надводна                                                                 | 769 т | 769 т |
| Силова установка                                                                         | | |
| дизель-електрична; 2 дизельних двигуни MAN M 6 V 40/46, 2 електродвигуни BBC GG UB 720/8 | | |
| Гвинти                                                                                   | 2 | 2 |
| Потужність                                                                               | 2 × 2100—2310 к.с. (дизелі) 2 × 750 к.с. (електродвигуни) | 2 × 2100—2310 к.с. (дизелі) 2 × 750 к.с. (електродвигуни) |
| Озброєння                                                                                | | |
| Артилерія                                                                                | 1 × 88-мм палубна гармата SK C/35 | 1 × 88-мм палубна гармата SK C/35 |
| Торпедно- мінне озброєння                                                                | 4 носових і один кормовий ТА 14 торпед або 26 мін TMA | 4 носових і один кормовий ТА 14 торпед або 26 мін TMA |
| ППО                                                                                      | 1 × 37-мм зенітна гармата Flak M42 2 × 20-мм зенітні гармати FlaK 30                                                                                                   | 1 × 37-мм зенітна гармата Flak M42 2 × 20-мм зенітні гармати FlaK 30                                                                                                   |

U-205 — німецький середній підводний човен типу VIIC, що входив до складу Військово-морських сил Третього Рейху за часів Другої світової війни. Закладений 19 червня 1940 року на верфі компанії Friedrich Krupp Germaniawerft у Кілі, спущений на воду 20 березня 1941 року. 3 травня 1941 року корабель увійшов до складу 3-ї навчальної флотилії ПЧ ВМС нацистської Німеччини.

## Історія
U-205 належав до німецьких підводних човнів типу VIIC, найчисельнішого типу субмарин Третього Рейху, яких було випущено 703 одиниці. Службу розпочав у складі 3-ї навчальної флотилії ПЧ, з 1 липня 1941 року переведений до бойового складу цієї флотилії. 1 листопада 1941 року переведений до 29-ї флотилії ПЧ, що діяла в акваторії Середземного моря й базувалася в Ла-Спеції. У період з липня 1941 до лютого 1943 року U-205 здійснив 11 бойових походів у Середземному морі. Підводний човен потопив легкий крейсер типу «Дідо» «Герміона» Королівського військово-морського флоту Великої Британії (5450 т).
17 лютого 1943 року U-205 був сильно пошкоджений глибинними бомбами з британського есмінця «Паладин», який діяв у взаємодії з бомбардувальником «Блейхейм» ПС Південно-Африканського союзу в Середземному морі на північний захід від Дерни.
Пошкоджений човен був захоплений абордажною командою есмінця, який захопив кілька конфіденційних книг і документів. Але через кілька годин U-205 затонув під час буксирування британським корветом «Глоксініа» біля Рас-ель-Хілал у точці з координатами 32.54,8N, 22.11,4E. 8 членів екіпажу німецького ПЧ загинуло та 42 вижили.

## Перелік уражених U-205 суден у бойових походах
| №                                                           | Дата           | Назва      | Тип            | Належність      | Водотоннажність (брт) | Вантаж | Конвой       | Результат та координати                                               | Наслідки атаки для екіпажу         | Прим. |
| ----------------------------------------------------------- | -------------- | ---------- | -------------- | --------------- | --------------------- | ------ | ------------ | --------------------------------------------------------------------- | ---------------------------------- | ----- |
| Сьомий похід (11.06—23.06.1942, 23 доби; Саламін—Ла-Спеція) |                |            |                |                 |                       |        |              |                                                                       |                                    |       |
| 1                                                           | 16 червня 1942 | «Герміона» | легкий крейсер | Велика Британія | 5 450                 |        | Конвой MW 11 | потоплено 72°05′ пн. ш. 48°30′ сх. д. / 72.083° пн. ш. 48.500° сх. д. | 586 (88 загинуло та 498 врятовані) |       |